# تزهای آوریل

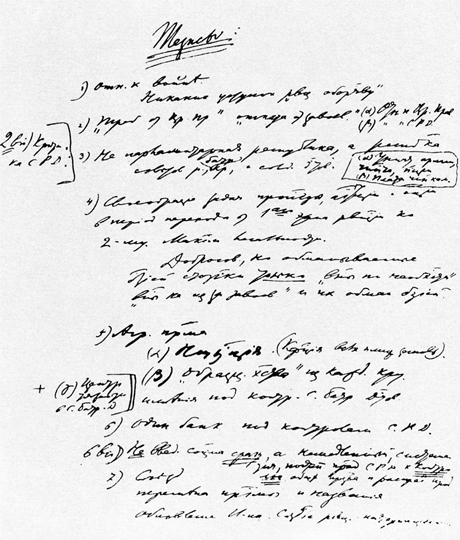
نمایی از نسخهٔ اصلی و دست‌نوشتهٔ تزهای آوریل اثر لنین - ۱۹۱۷

تزهای آوریل (به روسی: апрельские тезисы) مجموعه‌ای از نوشته‌های فشرده و رهنمودگونه ولادیمیر لنین است که در غالب «۱۰ تز» تدوین شدند. تزهای آوریل در ۲۰ آوریل ۱۹۱۷ میلادی، برای نخستین‌بار با عنوان «دربارهٔ وظایف پرولتاریا در انقلاب کنونی» در روزنامه پراودا چاپ و منتشر شد. از تزهای آوریل با عنوان «ده فرمان انقلاب» نیز یاد می‌شود.